# طواف إيطاليا 1927
طواف إيطاليا 1927 هو سباق دراجات هوائية أقيم في إيطاليا بتاريخ 15 مايو – 6 يونيو، تكون السباق من 15 مرحلة وامتدّ لمسافة 3758.3 كم بسرعة 25.85 كم/س، استغرق السباق 144 ساعة 15 دقيقة 35 ثانية. فاز به الإيطالي ألفريدو بيندا.

## الترتيب
| م                     | الدرّاج        | البلد   | الزمن                      |
| --------------------- | ------------- | ------- | -------------------------- |
| الفائز بالترتيب العام | ألفريدو بيندا | إيطاليا | 144 ساعة 15 دقيقة 35 ثانية |